# برلنتی عبد الحمید
برلنتی عبدالحمید (عربی مصری: برلنتي عبد الحميد؛ تلفظ عربی مصری: [beɾˈlænti ʕæbdel.ħæˈmi:d] ۲۰ نوامبر ۱۹۳۵ – ۱ دسامبر ۲۰۱۰ (۷۵ سال)) هنرپیشه، و بازیگر سینما اهل مصر بود. او نمادی از دوران طلایی سینمای مصر بود. 
برلنتی عبدالحمید با عبد الحکیم عامر، معاون اول رئیس جمهور سابق مصر، جمال عبدالناصر، ازدواج کرده بود.